# 霍斯特省
霍斯特省（波斯語：ولایت خوست）是阿富汗34個省份之一，位於阿富汗東部。霍斯特省東面與巴基斯坦的瓦濟里斯坦和古勒姆特區接壤。過去霍斯特省曾是帕克蒂亞省的一部分，圍繞霍斯特的大片地區仍被稱為大帕克蒂亞。
霍斯特省省會是霍斯特，人口約546,800人，主要是部落社會。霍斯特機場提供國內航線飛往阿富汗首都喀布爾。